# Nomosphecia ceciliae
Nomosphecia ceciliae là một loài tò vò trong họ Ichneumonidae.